# Taïna Barioz
Taïna Barioz (Papeete, 2 juni 1988) is een Franse alpineskiester.

## Carrière
Barioz maakte haar wereldbekerdebuut in februari 2006 tijdens de reuzenslalom in Ofterschwang. Op 28 december 2009 eindigde ze voor een eerste keer op het podium van een wereldbekerwedstrijd: op de reuzenslalom van Lienz eindigde ze op een derde plaats.
Op de Olympische Winterspelen 2010 nam ze deel aan de reuzenslalom. Na de eerste run stond ze op een tweede plaats. In de tweede run was Barioz slechts goed voor een 24e tijd, zodat ze in het eindklassement negende eindigde.
In 2011 eindigde Barioz 10e op de reuzenslalom tijdens de wereldkampioenschappen alpineskiën 2011.

## Resultaten

### Olympische Spelen
| Jaar | Plaats      | Resultaten       |
| ---- | ----------- | ---------------- |
| 2010 | Vancouver   | 9e Reuzenslalom  |
| 2018 | Pyeongchang | 19e Reuzenslalom |

### Wereldkampioenschappen
| Jaar | Plaats                 | Resultaten                   |
| ---- | ---------------------- | ---------------------------- |
| 2009 | Val-d'Isère            | 11e Reuzenslalom             |
| 2011 | Garmisch-Partenkirchen | 10e Reuzenslalom             |
| 2015 | Vail/Beaver Creek      | 26e Slalom DNF2 Reuzenslalom |

### Wereldbeker

#### Eindklasseringen
| Seizoen   | Algm | SL  | RS  | SC  |
| --------- | ---- | --- | --- | --- |
| 2007/2008 | 104e | -   | 34e | -   |
| 2008/2009 | 46e  | -   | 13e | -   |
| 2009/2010 | 50e  | 48e | 14e | -   |
| 2010/2011 | 60e  | 49e | 19e | -   |
| 2011/2012 | 39e  | 35e | 12e | 35e |
| 2012/2013 | 66e  | -   | 25e | 40e |
| 2013/2014 | 94e  | 47e | 45e | -   |
| 2014/2015 | 67e  | 43e | 28e | -   |
| 2015/2016 | 41e  | 40e | 10e | -   |
| 2016/2017 | 92e  | -   | 36e | -   |
| 2017/2018 | 80e  | -   | 29e | -   |
| 2018/2019 | 87e  | -   | 31e | -   |